# Karl-Heinz Lehner
Karl-Heinz Lehner (* in Eggenburg) ist ein österreichischer Opern- und Konzertsänger (Bassbariton).

## Werdegang
Seine musikalische Ausbildung begann Lehner während der Gymnasialzeit bei den Altenburger Sängerknaben als Sopran- und Altsolist. Nach der Matura studierte er an der Universität für Musik und darstellende Kunst Wien, wo Leopold Spitzer im Fachgebiet Gesang und Edith Mathis im Fachgebiet Lied und Oratorium seine Lehrer waren.
Nach Abschluss der Ausbildung erhielt Lehner sein erstes festes Engagement am Stadttheater Bremerhaven, das er nach zwei Spielzeiten wieder verließ, um an das Opernhaus Dortmund zu wechseln, wo er die Möglichkeit hatte, sich ein umfangreiches Repertoire zu erarbeiten. Anschließend wechselte er ans Aalto-Theater nach Essen.
Er erhielt Gastverträge an die Komische Oper Berlin, die Volksoper Wien und das Opernhaus Graz, und er gastierte als König Marke am Teatro dell’Opera di Roma und als Colline bei den Bregenzer Festspielen. Er debütierte als Sparafucile an der Staatsoper Hamburg und als Orest an der Bayerischen Staatsoper in München.
Seit 2006 war Karl-Heinz Lehner bei den Bayreuther Festspielen in verschiedenen Partien zu hören.
Lehner ist neben seiner Operntätigkeit auch ein  Konzertsänger. Diese Tätigkeit führte ihn unter anderem ans Wiener Konzerthaus, ans Konzerthaus Dortmund, in den Wiener Musikverein, zu den Salzburger Festspielen und in die Philharmonie Essen.
Er arbeitete  mit den Dirigenten Georges Prêtre, Philippe Jordan, Ulf Schirmer, Leopold Hager, Jac van Steen, Stefan Soltesz, Axel Kober und Gabriel Feltz zusammen. Zu den Regisseuren, unter denen er arbeitete, zählten Claus Guth, Jens Daniel Herzog, Stefan Herheim und Anselm Weber.

## Repertoire (Auswahl)
- Méphistophélès in Faust von Charles Gounod
- Sarastro in Die Zauberflöte von Wolfgang Amadeus Mozart
- Il Commendatore in Don Giovanni von Wolfgang Amadeus Mozart
- Colline in La Bohème von Giacomo Puccini
- Baron Ochs auf Lerchenau in Der Rosenkavalier von Richard Strauss
- Lodovico in Otello von Giuseppe Verdi
- Sparafucile in Rigoletto von Giuseppe Verdi
- Titurel in Parsifal von Richard Wagner
- Fafner in Rheingold und Siegfried von Richard Wagner
- Ein Nachtwächter in Die Meistersinger von Nürnberg von Richard Wagner
- Hermann, Landgraf von Thüringen in Tannhäuser von Richard Wagner
- König Marke in Tristan und Isolde von Richard Wagner

## Auszeichnungen
- 2000: Förderpreis des Landes Nordrhein-Westfalen für junge Künstlerinnen und Künstler